# Metin Kazak
Metin Kazak, bułg. Метин Казак (ur. 29 lipca 1972 w Tyrgowiszte) – bułgarski polityk i prawnik tureckiego pochodzenia, deputowany do Parlamentu Europejskiego VI i VII kadencji.

## Życiorys
Przed dwa lata studiował medycynę w Warnie. W 1997 uzyskał magisterium z prawa międzynarodowego i europejskiego na Uniwersytecie Burgundzkim w Dijon. Był pracownikiem sekcji bułgarskiej Radio France Internationale (RFI). W rządzie Symeona Sakskoburggotskiego sprawował funkcję dyrektora gabinetu jednego z ministrów. W 2005 uzyskał mandat posła do Narodowego Zgromadzenia Bułgarii 40. kadencji z listy tureckiego Ruchu na rzecz Praw i Wolności. W tym samym roku został wybrany przez parlament na zastępcę rzecznika praw obywatelskich, funkcję tę sprawował do 2007.
Był obserwatorem w Parlamencie Europejskim. W wyniku wyborów z 2007 został posłem do Parlamentu Europejskiego, gdzie zasiadał we frakcji liberałów. Przez organizację Open Europe został uznany za najbardziej pracowitego bułgarskiego eurodeputowanego. W wyborach w 2009 uzyskał reelekcję do PE.
Jego brat bliźniak Czetin Kazak również zaangażował się w działalność polityczną w ramach tego samego ugrupowania.